# Giacinto Trevisonno
Giacinto Trevisonno (Roma, 24 novembre 1907 – Roma, 6 maggio 1994) è stato un politico italiano, primo segretario della giunta esecutiva del Movimento Sociale Italiano.

## Biografia

### La formazione giovanile
Giacinto Trevisonno era figlio di Nicola Trevisonno, giornalista socialista, che fondò diverse riviste dell'epoca tra cui "Il pane". Nicola Trevisonno fu inoltre amico e allievo dell'economista Maffeo Pantaleoni, il quale alla sua morte si assunse la tutela del figlio Giacinto.
Nel 1934 Trevisonno si laureò in giurisprudenza e svolse l'attività di giornalista a La Vita Italiana e al settimanale Roma fascista. Sulla rivista La Vita Italiana di Giovanni Preziosi Giacinto Trevisonno nel 1940 scrisse gli Indici per autori de La Vita Italiana dal 1913 al 1938 che ebbero la prefazione scritta da Roberto Farinacci.
Nel 1937 si sposò con Luigia Marcianò, originaria di Reggio Calabria, con la quale ebbe un figlio.
Con l'inizio della seconda guerra mondiale combatte sul fronte libico con il grado di capitano del 9º Reggimento bersaglieri finché non fu fatto prigioniero prima degli inglesi e poi degli americani. Rientrò a Roma solo a guerra finita.

### Segretario della giunta esecutiva del MSI
Funzionario ministeriale, fu attivo nei movimenti fascisti clandestini del dopoguerra, come dirigente dei Fasci di Azione Rivoluzionaria di Cesco Giulio Baghino. A metà novembre 1946, si incontrò a Roma, in piazza della Libertà, con i giornalisti Giorgio Almirante e Giovanni Tonelli, l'avvocato Giulio Bracci e alcuni dirigenti dei FAR come Rutilio Sermonti, per dar vita a un partito dei reduci della RSI che potesse partecipare alla vita pubblica del Paese. L'intento si concretizzò il 3 dicembre con la stipula dell'atto costitutivo, e il 26 dicembre 1946 nello studio del padre di Arturo Michelini, presenti anche Pino Romualdi, Giorgio Almirante e Biagio Pace con la costituzione ufficiale del Movimento Sociale Italiano e la nomina della giunta esecutiva con Trevisonno segretario, e membri Raffaele Di Lauro, Alfonso Mario Cassiano, Giovanni Tonelli, Carlo Guidoboni. Su indicazione di Romualdi, Trevisonno fu scelto come segretario della giunta esecutiva del partito perché poco esposto nel regime fascista e non aveva preso parte alla RSI in quanto prigioniero di guerra degli Alleati.A lui si deve la decisione di fondare un Movimento invece che un partito.
Trevisonno si adoperò in quei mesi soprattutto per gettare le basi di un sindacato missino (che si costituì poi nel 1950). La sua esperienza durò solo cinque mesi, e si dimise nel giugno successivo, perché contrario ad accettare nel partito i deputati dissidenti dell'Uomo Qualunque (UQ) e gli ex fascisti che non avevano aderito alla Repubblica Sociale Italiana. Al suo posto il 15 giugno 1947 il comitato centrale elesse Giorgio Almirante.
Uscì così dal MSI e si avvicinò al Partito Fusionista Italiano di Fernando Ciarrapico, un'esperienza che durò pochi mesi con lo scioglimento del partito.
Restò però punto di riferimento dei giovani dirigenti missini calabresi, trasferiti o che studiavano a Roma, come Nino Tripodi, Giuseppe e Raffaele Valensise.